# The Hunger Games: Mockingjay - Part 1 (trilha sonora)
The Hunger Games: Mockingjay, Part 1 – Original Motion Picture Soundtrack é a trilha sonora oficial do filme estadunidense de ficção científica e aventura The Hunger Games: Mockingjay - Part 1 (2014), baseado no romance A Esperança (2010), escrito por Suzanne Collins.
A trilha sonora foi lançada no iTunes da Nova Zelândia em 13 de novembro de 2014 e será lançado em todo o mundo através da Republic Records em 17 de novembro de 2014.

## Fundo
Em 31 de julho de 2014, foi anunciado que Lorde iria fornecer um single para a trilha sonora do filme e cuidaria da gravação do álbum. A lista de faixas do álbum foi divulgada em 21 de outubro de 2014. Detalhes da quinta faixa foram confirmados em 3 de novembro de 2014.
para
Como produtora do álbum, Lorde recrutou Grace Jones, Simon Le Bon do Duran Duran, Diplo, Miguel, The Chemical Brothers, Charli XCX, The Lumineers, Stromae, Major Lazer e Ariana Grande para contribuir para a lista de faixas oficial. Em entrevista à Billboard, ela afirmou que seu "ídolo", Kanye West, tinha feito um remix do primeiro single, "Yellow Flicker Beat" do álbum que aparece na lista de faixas.

## Promoção
Em 22 de setembro de 2014, Lorde postou uma foto da capa do single intitulado "Yellow Flicker Beat", que foi lançado em 29 de setembro de 2014.
O segundo single, "This Is Not a Game" por The Chemical Brothers com a participação de Miguel, foi lançado em 20 de outubro de 2014. Ele inclui vocais sem créditos de Lorde.
"Dead Air" por CHVRCHES foi lançado como o terceiro single em 04 de novembro de 2014.
"All My Love" por Major Lazer com Ariana Grande foi lançada como o quarto single em 17 de novembro de 2014, junto com o álbum, mas vazou na internet em 13 de novembro de 2014.

## Lista de faixas
| N.º | Título                        | Compositor(es) | Artista(s)                                                 | Duração |  |
| 1.  | "Meltdown"                    | Paul van Haver, Ella Yelich-O'Connor, Joel Little, Kamaal Ibn John Fareed, Terrence Thornton, Alana Haim, Este Haim e Danielle Haim | Stromae (com participação de Lorde, Pusha T, Q-Tip e Haim) | 4:01    |  |
| 2.  | "Dead Air"                    | Iain Cook, Lauren Mayberry e Martin Doherty                                                                                         | CHVRCHES                                                   | 3:14    |  |
| 3.  | "Scream My Name"              | Tove Lo, Jakob Jerlström, Ludvig Söderberg                                                                                          | Tove Lo                                                    | 3:34    |  |
| 4.  | "Kingdom"                     | Simon Le Bon, Charlotte Aitchison, Rostam Batmanglij, Holly Hardy                                                                   | Charli XCX (com a participação de Simon Le Bon)            | 4:04    |  |
| 5.  | "All My Love"                 | Ariana Grande, Myron Birdsong, Yelich-O-Connor, Karen Marie Ørsted Thomas Wesley Pentz, Blender & Boas                              | Major Lazer (com a participação de Ariana Grande)          | 3:32    |  |
| 6.  | "Lost Souls"                  | Raury | Raury                                                      | 2:53    |  |
| 7.  | "Yellow Flicker Beat"         | Yelich-O'Connor, Joel Little | Lorde                                                      | 3:54    |  |
| 8.  | "The Leap"                    | Tinashe Kachingwe, Myron Birdsong, Andrew Aged & Daniel Aged                                                                        | Tinashe                                                    | 4:06    |  |
| 9.  | "Plan the Escape"             | Ryan Lott | Bat for Lashes                                             | 2:30    |  |
| 10. | "Original Beast"              | Grace Jones, Ivor Guest | Grace Jones                                                | 4:21    |  |
| 11. | "Flicker (Kanye West Rework)" | Yelich-O'Connor, Little, Kanye West, Mike Dean, Noah Goldstein                                                                      | Lorde                                                      | 4:12    |  |
| 12. | "Animal"                      | XOV, Jonas Saeed e Pia Sjoberg | XOV                                                        | 3:18    |  |
| 13. | "This Is Not a Game"          | Yelich-O'Connor, Tom Rowlands, Miguel Pimentel                                                                                      | The Chemical Brothers (com a participação de Miguel)       | 3:14    |  |
| 14. | "Ladder Song"                 | Conor Oberst | Lorde                                                      | 3:14    |  |